# Хели-Хатчинсон, Джон, 3-й граф Донамор
Джон Хели-Хатчинсон, 3-й граф Донамор (англ. John Hely-Hutchinson, 3rd Earl of Donoughmore; 1787 — 14 сентября 1851) — англо-ирландский пэр и политик.

## Биография
Родился в 1787 году. Старший сын достопочтенного Фрэнсиса Хели-Хатчинсона (1759—1827) и Фрэнсис Вильгельмины Никсон (? — 1830), внук Кристианы Хели-Хатчинсон, 1-й баронессы Донамор (1732—1788).
Джон Хели-Хатчинсон в качестве члена партии вигов заседал в Палате общин Великобритании от графства Типперэри (1826—1830, 1831—1832).
29 июня 1832 года после смерти своего отца Джон Хели-Хатчинсон унаследовал титулы 3-го графа Донамора, 3-го виконта Донамора из Ноклофти (графство Типперэри), 3-го виконта Хатчинсона из Ноклофти (графство Типперэри) и 4-го барона Донамора из Ноклофти (графство Типперэри), став членом Палаты лордов Великобритании.
Джон Хели-Хатчинсон участвовал в войнах на Пиренейском полуострове, получив чин капитана.
Будучи капитаном 1-го пехотного гвардейского полка, он помог в побеге из тюрьмы генерального почтмейстера Наполеона графа де Лавалетта. С разрешения короля Великобритании он предстал перед французским судом в Париже вместе с Робертом Уилсоном и Майклом Брюсом по обвинению в содействии побегу графа из тюрьмы. Суд присяжных длился с 22 по 24 апреля 1816 года. Все трое были признаны виновными и приговорены к трем месяцам тюремного заключения.
Кавалер Ордена Святого Патрика и член Тайного совета Ирландии в 1834 году.

## Семья
15 июня 1822 года Джон Хели-Хатчинсон женился первым браком на достопочтенной Маргарет Гардинер (? — 13 октября 1825), дочери Люка Гардинера, 1-го виконта Маунтджоя, и Маргарет Уоллис. У супругов было двое детей:
- Ричард Джон Хели-Хатчинсон, 4-й граф Донамор (4 апреля 1823 — 22 февраля 1866)
- Маргарет Хели-Хатчинсон (? — 1828), умерла в детстве[2].

5 сентября 1827 года он женился вторым браком на Барбаре Рейнелл (ок. 1795 — 11 декабря 1856), дочери подполковника Уильяма Рейнелла и Джейн Монтгомери. У них было четверо детей:
- Капитан Достопочтенный Джон Уильям Хели-Хатчинсон (1 сентября 1829 — 16 июля 1855), погиб во время Крымской войны. Около 1851 года он женился на простолюдинке Элизе Стрэттон без благословения отца[3].
- Леди Кэтлин Алисия Хели-Хатчинсон (? — 22 апреля 1892), в 1863 году она вышла замуж за Д. У. Рамзи Кэррик Бьюкенена (? — 1925)[3]
- Леди Фрэнсис Маргарет Хели-Хатчинсон (? — 11 апреля 1866), в 1858 году она вышла замуж за подполковника Артура Тремейна (? — 1905)[3]
- Леди Джейн Луиза Хели-Хатчинсон ( — 29 августа 1868)[3].